# カッサラ
カッサラ（アラビア語: كسلا、Kassala）は、スーダンの都市。スーダン東部に位置し、エリトリアとの国境に近い。カッサラ州の州都である。標高529m、人口298,529人（2008年国勢調査）。

## 交通
以前は鉄道の運行の中心だったが、2006年から鉄道は運休している。西400kmのところにある首都ハルツームと北のポートスーダンとを結ぶ高速道路上に位置する交通の要衝である。

## 歴史
カッサラは1840年、オスマン帝国のエジプト副王であるムハンマド・アリーの軍によって、エチオピアに対する軍事拠点として建設された。1885年にはマフディーの乱が起き、カッサラはマフディー軍によって占領された。1894年にはイタリア軍がこの街を占領し、イタリア領エリトリアに併合したものの、1897年にはふたたびエジプトに返還され、以後1956年にスーダンが独立するまでイギリス・エジプト領スーダンとなっていた。
1940年には東アフリカ作戦でイタリアが占領したものの、1941年にはイギリスが奪回した。1960年代以降、近くのエリトリア人やエチオピア人、さらには南部のヌバ族などが難民としてカッサラに大量に流入して来た。